# Austrocrangonyx barringtonensis
Austrocrangonyx barringtonensis is een vlokreeftensoort uit de familie van de Paramelitidae. De wetenschappelijke naam van de soort is voor het eerst geldig gepubliceerd in 1917 door Charles Chilton.